# Eriocaulon tuberiferum
Eriocaulon tuberiferum är en gräsväxtart som beskrevs av A.R.Kulk. och Desai. Eriocaulon tuberiferum ingår i släktet Eriocaulon och familjen Eriocaulaceae. IUCN kategoriserar arten globalt som sårbar. Inga underarter finns listade i Catalogue of Life.

## Bildgalleri

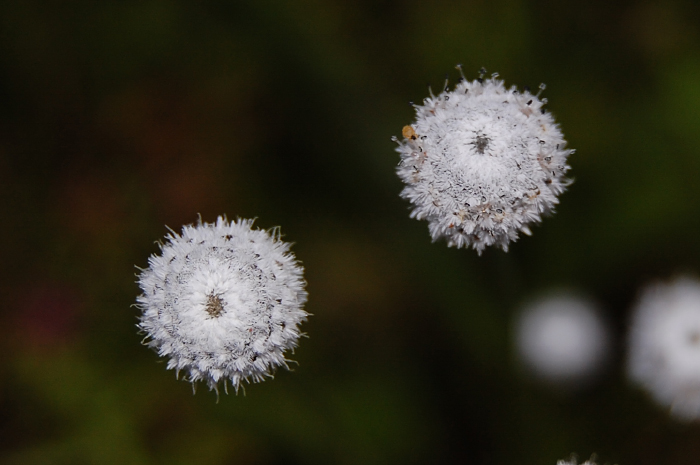